# Armorial des communes de l'Aveyron
- Il y a un (des) conflit(s) entre une figure et son blasonnement.
- il reste des blasons à dessiner dans cet armorial.
- quelques blasons ne sont pas référencés.
- certaines figures ne sont pas accompagnées de leur blasonnement.
- certaines figures sont encore dans un format bitmap et doivent être vectorisées.

Cette page donne les armoiries (figures et blasonnements) des communes de l'Aveyron.

(1 dessin(s) en attente.S)
- Haut – A
- B
- C
- D
- E
- F
- G
- H
- I
- J
- K
- L
- M
- N
- O
- P
- Q
- R
- S
- T
- U
- V
- W
- X
- Y
- Z

## A
| Blason de Agen-d'Aveyron | Blason  | De sinople à une crosse d'évêque accompagnée à dextre d'un léopard lionné contourné et à senestre d'un chêne arraché, tous d'or, au mantel ondé d'argent chargé d'une croix cléchée d'or, pommetée de douze pièces de sable, accompagnée de deux gerbes de blé de sable. |
| Blason de Agen-d'Aveyron | Détails | Le statut officiel du blason reste à déterminer. |

| Blason de Arnac-sur-Dourdou | Blason  | D'azur à deux bandes ondées abaissées d'argent accompagnées en chef à senestre d'un moulinet à fer d'or et rangés en bande et brochant sur les bandes une fraise au naturel, une moucheture d'hermine de sable et un corbeau essorant du même. |
| Blason de Arnac-sur-Dourdou | Détails | Le statut officiel du blason reste à déterminer. |

| Blason de Arvieu | Blason  | Taillé : au 1er d'azur à la croix de Malte d'or, au 2e de gueules au lion d'argent. |
| Blason de Arvieu | Détails | Le statut officiel du blason reste à déterminer.                                    |

| Blason de Asprières | Blason  | D’azur à la tour d’argent maçonnée de sable, ouverte de gueules. |
| Blason de Asprières | Détails | Le statut officiel du blason reste à déterminer.                 |

| Blason de Aubin | Blason  | De gueules au lion d'or, au chef cousu de sable chargé d'un pic et d'un marteau d'argent emmanchés d'or passés en sautoir et surchargés d'une lampe de mineur d'argent allumée de gueules. |
| Blason de Aubin | Détails | Le statut officiel du blason reste à déterminer. |

| Blason de Aurelle-Verlac | Blason  | D'azur à un coquillage d'or accompagné en chef de deux étoiles du même et en pointe de cinq mouchetures d'hermine d'argent rangées en fasce[réf. nécessaire]. |
| Blason de Aurelle-Verlac | Détails | Le statut officiel du blason reste à déterminer. |

| Blason de Auriac-Lagast | Blason  | Parti : au 1er d'or à un hêtre de sinople, au 2e coupé au I d'azur à un mouton passant d'argent colleté et clariné de gueules, au II d'argent à une croisette pattée de gueules. |
| Blason de Auriac-Lagast | Détails | Le statut officiel du blason reste à déterminer. |

| Blason de Auzits | Blason  | Écartelé : au 1er de gueules à un léopard lionné d'or, au 2e d'argent à une croix de Malte de sable, au 3e d'argent aux lettres A, H et R de sable ordonnées la 1re en chef, la 2e au flanc dextre et la 3e en pointe à senestre, au 4e de gueules à une croix cléchée, vidée et pommetée de douze pièces d'or. |
| Blason de Auzits | Détails | Le statut officiel du blason reste à déterminer. |

| Blason de Ayssènes | Blason  | Parti : au 1er de gueules au lion d’or armé et lampassé de sable, au 2e d’azur à une tour crénelée de quatre pièces d’argent, ouverte du champ et maçonnée de sable, sommée d’une croisette latine aussi d’argent, et à deux épées du même garnies de gueules passées en sautoir et brochant sur la tour soutenue de trois fasces ondées d'argent. |
| Blason de Ayssènes | Détails | Le statut officiel du blason reste à déterminer. |

Pas d'information pour les communes suivantes :  Aguessac, Les Albres, Almont-les-Junies, Alpuech, Alrance, Ambeyrac, Anglars-Saint-Félix, Arques (Aveyron)
- Haut – A
- B
- C
- D
- E
- F
- G
- H
- I
- J
- K
- L
- M
- N
- O
- P
- Q
- R
- S
- T
- U
- V
- W
- X
- Y
- Z

## B
| Blason de Baraqueville | Blason  | De gueules à la bifurcation de routes au naturel figurée par un pairle d'argent abaissé en chef, accompagné en chef de deux annelets d'or entrelacés en fasce et en flancs de deux épis du même, de seigle à dextre et de blé à senestre. |
| Blason de Baraqueville | Détails | Le statut officiel du blason reste à déterminer. |

| Blason de Bastide-l'Évêque (La) | Blason  | D’azur à la crosse contournée d’or accostée en chef des chiffres 12 à dextre et 80 à senestre du même, au lion d’argent brochant sur le fût de la crosse. |
| Blason de Bastide-l'Évêque (La) | Détails | Le statut officiel du blason reste à déterminer. |

| Blason de Belcastel | Blason  | D'or à la fasce d'azur<[réf. nécessaire].                                          |
| Blason de Belcastel | Détails | Le statut officiel du blason reste à déterminer.                                   |
| Blason de Belcastel | Alias   | D’azur à la tour donjonnée de trois pièces d’argent, ajourée et maçonnée de sable. |

| Blason de Belmont-sur-Rance | Blason  | D'azur au mur d'enceinte crénelé d'argent maçonné de sable, mouvant de la pointe et des flancs, ouvert du champ, sommé de deux tourelles aussi d'argent ouvertes et maçonnées aussi de sable, l'ouverture chargée d'une mitre d'or, ledit mur surmonté entre les deux tourelles d'une couronne de vicomte. |
| Blason de Belmont-sur-Rance | Détails | Le statut officiel du blason reste à déterminer. |
| Blason de Belmont-sur-Rance | Alias   | De gueules à un mont à six coupeaux d'or accompagné en chef de deux étoiles du même. |

| Blason de Bertholène | Blason  | De sable au lévrier rampant d'argent colleté du même, à la bordure denticulée de huit pièces aussi d'argent[réf. nécessaire]. |
| Blason de Bertholène | Détails | Le statut officiel du blason reste à déterminer.                                                                              |

| Blason de Boisse-Penchot | Blason  | D’or à la branche de buis de sinople.            |
| Blason de Boisse-Penchot | Détails | Le statut officiel du blason reste à déterminer. |

| Blason de Bouillac | Blason  | D'argent à l'inscription « BOUILLAC » en chef en lettres capitales d'azur, au chef du même chargé de trois rochers isolés d'or. Devise / CriPorte de l'Aveyron sur la frontière du Lot |
| Blason de Bouillac | Détails | Inspiré des armes de la famille de La Roque-Bouillac où les rocs (d'échiquier) ont été confondus avec des rochers. Le statut officiel du blason reste à déterminer.                    |

| Blason de Bournazel | Blason  | Écartelé : au 1er d'argent au lion d'or*, au 2e d'azur à trois coquilles d'argent, au 3e d'or à l'arbre de sinople terrassé du champ, au 4e d'or à trois chevrons de gueules et au chef cousu d'argent* chargé de trois mouchetures d'hermine de sable. |
| Blason de Bournazel | Détails | * Il y a là non-respect de la règle de contrariété des couleurs : ces armes sont fautives. Inspiré des armes de la famille de Buisson de Bournazel, où tous les champs, sauf le 2e, ont été modifiés. Le statut officiel du blason reste à déterminer.  |

| Blason de Bozouls | Blason  | Tiercé en pairle : au 1er d'azur aux trois fleurs de lys d'or, au 2e de gueules au léopard lionné d'or, au 3e barré d'or et de gueules de six pièces[réf. nécessaire]. |
| Blason de Bozouls | Détails | Le statut officiel du blason reste à déterminer. |

| Blason de Brandonnet | Blason  | De gueules à deux rivières abaissées d'argent, agitées d'azur, au plant de genêt de sinople de six branches, les deux du bas courbées vers la pointe et les quatre autres fleuries d'or, mouvant de la pointe, la tige sommée d'une croix cléchée, vidée et pommetée de douze pièces du même. |
| Blason de Brandonnet | Détails | Le genêt est pour le toponyme de la commune qui viendrait de l'occitan branda, « la bruyère ». Les deux rivières sont pour l'Aveyron et l'Alzou qui arrosent la commune. Enfin la croix occitane est pour le Languedoc. adoptée en juillet 2016. Auteur(s)J-C Molinier                        |

| Blason de Broquiès | Blason  | De gueules au léopard lionné d'or.               |
| Blason de Broquiès | Détails | Le statut officiel du blason reste à déterminer. |

| Blason de Brusque | Blason  | D'or aux deux chevaux cabrés affrontés de sable. |
| Blason de Brusque | Détails | Le statut officiel du blason reste à déterminer. |

Pas d'information pour les communes suivantes : Balaguier-d'Olt, Balaguier-sur-Rance, Balsac, La Bastide-Pradines, La Bastide-Solages, Bessuéjouls, Bor-et-Bar, Boussac (Aveyron) , Brasc, Brommat, Brousse-le-Château, Buzeins
- Haut – A
- B
- C
- D
- E
- F
- G
- H
- I
- J
- K
- L
- M
- N
- O
- P
- Q
- R
- S
- T
- U
- V
- W
- X
- Y
- Z

## C
| Blason de Calmels-et-le-Viala | Blason  | Tiercé en pairle renversé: au 1) de gueules à deux églises d'or ouvertes et ajourées de sable; au 2) de sinople à une brebis paissant d'argent; au 3) d'argent à trois fasces ondées d'azur et à un menhir (du lieu) d'or brochant. |
| Blason de Calmels-et-le-Viala | Détails | Présent sur le site. Auteur(s)Auteur J-F Binon. |

| Blason de Camarès | Blason  | De gueules au pont de trois arches d'argent posé sur des ondes du même mouvant de la pointe, au chef cousu d'azur chargé de trois fleurs de lys d'or. |
| Blason de Camarès | Détails | Le statut officiel du blason reste à déterminer. |

| Blason de Camjac | Blason  | D’azur au bélier d’argent, au chef du 1er soutenu d’or et chargé de trois étoiles du même. |
| Blason de Camjac | Détails | Le statut officiel du blason reste à déterminer.                                           |

| Blason de Campagnac | Blason  | De gueules aux deux crosses d'argent passées en sautoir cantonnées de quatre gerbes de blé d'or, au besant d'argent brochant sur le tout chargé d'un mouton d'azur. |
| Blason de Campagnac | Détails | Le statut officiel du blason reste à déterminer. |

| Blason de Campouriez | Blason  | D'azur à trois balances d'or surmontées d'une burelle du même. |
| Blason de Campouriez | Détails | Le statut officiel du blason reste à déterminer.               |

| Blason de Cantoin | Blason  | D'azur au chevron d'or accompagné de trois couronnes de laurier de sinople*.                                                                                   |
| Blason de Cantoin | Détails | * Il y a là non-respect de la règle de contrariété des couleurs : ces armes sont fautives (sinople sur azur). Le statut officiel du blason reste à déterminer. |

| Blason de Capdenac-Gare | Blason  | De gueules à un vieux pont de trois arches d'argent sur une onde du même mouvant de la pointe, surmonté d'un léopard lionné d'or, chapé fascé d'or et de sinople de six pièces. |
| Blason de Capdenac-Gare | Détails | Le statut officiel du blason reste à déterminer. |

| Blason de Cassagnes-Bégonhès | Blason  | Coupé : au 1er parti au I de gueules au léopard lionné d'or et au II d'argent au lion de gueules, au 2e d'argent au lion de sable. |
| Blason de Cassagnes-Bégonhès | Détails | Le statut officiel du blason reste à déterminer.                                                                                   |

| Blason de Castelnau-de-Mandailles | Blason  | Parti : au 1er mi-parti d’argent au lion de sable, au 2e coupé, au I d’or à l’aigle de sable surchargée d’un écusson écartelé aux 1 et 4 d’azur à l’étoile d’or et aux 2 et 3 d’argent au maillet d’or, au II d’argent à trois chevrons de gueules accompagnés de deux quartefeuilles du même en chef, sur le tout d’azur à la forteresse de trois tours d’argent, ouverte, ajourée et maçonnée de sable, posée en perspective. |
| Blason de Castelnau-de-Mandailles | Détails | Le statut officiel du blason reste à déterminer. |

| Blason de Castelnau-Pégayrols | Blason  | Parti crénelé de sable et de gueules,à la divise d'or engoulée par deux têtes de lion du même mouvant des flancs et accompagnée en chef de deux demi-vols affrontés d'argent et en pointe d'une harpe d'or brochant sur la partition. |
| Blason de Castelnau-Pégayrols | Détails | Le statut officiel du blason reste à déterminer. |

| Blason de Centrès | Blason  | Parti : au 1er de gueules à deux étoiles d’azur rangées en bande, au 2e d’or à la tour de gueules ouverte du champ, au chef ployé en chevron renversé d’azur chargé d’un soleil non figuré d’or. |
| Blason de Centrès | Détails | Le statut officiel du blason reste à déterminer. |

| Blason de Colombiès | Blason  | De sinople au sautoir losangé de gueules et d’or. |
| Blason de Colombiès | Détails | Le statut officiel du blason reste à déterminer.  |

| Blason de Combret | Blason  | De gueules au pairle d'argent accosté de deux cordelières d'or, au chef bastillé de trois pièces d'azur et chargé d'un lion léopardé d'or. |
| Blason de Combret | Détails | Le statut officiel du blason reste à déterminer.                                                                                           |

| Blason de Compeyre | Blason  | D'azur aux trois lettres P capitales d'or surmontées de trois fleurs de lys du même rangées en chef. |
| Blason de Compeyre | Détails | Le statut officiel du blason reste à déterminer.                                                     |

| Blason de Comprégnac | Blason  | Écartelé, le trait du coupé ondé : au 1er de gueules à saint Christophe d'or portant l'enfant Jésus du même, au 2e d'azur à la brebis d'argent, au 3e d'azur au lion d'argent, couronné d'or, armé et lampassé de gueules, au 4e de gueules à la croix cléchée, vidée et pommetée de douze pièces d'or. |
| Blason de Comprégnac | Détails | Le trait ondé représente la rivière Tarn qui traverse la commune. Saint Christophe est le saint patron de l'église de Peyre, intégrée à Comprégnac depuis 1830. La brebis est l'animal qui a fait vivre le village durant plusieurs siècles. Le lion est celui de la famille de Lévézou de Vézins. Enfin la croix occitane montre l’appartenance de la commune à la région culturelle Occitanie. Blason adopté début 2017. |

| Blason de Condom-d'Aubrac | Blason  | D'argent au pairle d'azur chargé d'une gerbe de blé d'or et de trois lions du même, posés dans le sens du pairle, et accosté de deux cloches de sable. |
| Blason de Condom-d'Aubrac | Détails | Le statut officiel du blason reste à déterminer. |

| Blason de Connac | Blason  | D'azur au léopard d'or, à l'épée haute d'argent brochante, la garde fleurdelisée, à la champagne de sable semée de billettes d'argent. |
| Blason de Connac | Détails | Le statut officiel du blason reste à déterminer.                                                                                       |

| Blason de Conques | Blason  | De gueule aux trois coquilles d'argent accompagnées en cœur d'un pairle alésé d'or. |
| Blason de Conques | Détails | Armes parlantes. Le statut officiel du blason reste à déterminer.                   |

| Blason de Cornus | Blason  | Parti : de gueules et d'argent, à la tour donjonnée de trois pièces de l'un en l'autre, mouvant de la pointe, soutenue à dextre d'un léopard lionné d'or et à senestre d'un lion de gueules, le tout sommé d'un chef d'azur chargé de trois colombes d'argent, becquées et membrées de gueules. |
| Blason de Cornus | Détails | Le statut officiel du blason reste à déterminer. |

| Blason de Coupiac | Blason  | D'or au château donjonné de sable, ouvert et maçonné du champ, au chef d'argent au sautoir de gueules. Devise / CriFidelis et fortis |
| Blason de Coupiac | Détails | Adopté. |

| Blason de Coussergues | Blason  | Parti : au 1er d'azur au lion d'or et au chef du même chargé de trois étoiles du champ, au 2e de gueules à la tour d'argent maçonnée de sable, le tout posé sur une champagne de gueules chargée d'un dolmen d'argent. |
| Blason de Coussergues | Détails | Le blason reprend les armes de la famille Clausel de Coussergues auxquelles une champagne avec un dolmen a été ajoutée. Le statut officiel du blason reste à déterminer.                                               |

| Blason de La Couvertoirade | Blason  | De sable aux deux lions d'or affrontés.          |
| Blason de La Couvertoirade | Détails | Le statut officiel du blason reste à déterminer. |

| Blason de Cransac | Blason  | D’azur au volcan de sable enneigé d’argent d’où s'écoule une lave de gueules et d’où s’échappent des fumées d’argent. |
| Blason de Cransac | Détails | Le statut officiel du blason reste à déterminer.                                                                      |

| Blason de Creissels | Blason  | D’azur au lion d’or, à la bordure en filet d’argent. |
| Blason de Creissels | Détails | Le statut officiel du blason reste à déterminer.     |

| Blason de Curan | Blason  | Écartelé : le trait du coupé ondé : au 1er de gueules à un léopard lionné d'or, au 2e d'argent à deux clés de sable passées en sautoir, au 3e d'argent à un crosseron de gueules, au 4e de sinople à une brebis d'or. |
| Blason de Curan | Détails | Le statut officiel du blason reste à déterminer. |

| Blason de Curières | Blason  | D'azur au lévrier courant d'argent, colleté d'or. |
| Blason de Curières | Détails | Utilisé par la commune                            |

Pas d'information pour les communes suivantes : Cabanès (Aveyron), Calmont (Aveyron), Camboulazet, Campuac, Canet-de-Salars, La Capelle-Balaguier, La Capelle-Bleys, La Capelle-Bonance, Cassuéjouls, Castanet (Aveyron) , Castelmary, Causse-et-Diège, La Cavalerie, Le Cayrol, Clairvaux-d'Aveyron, Le Clapier, Compolibat, Comps-la-Grand-Ville, Les Costes-Gozon, Coubisou, Crespin (Aveyron), La Cresse, Cruéjouls
- Haut – A
- B
- C
- D
- E
- F
- G
- H
- I
- J
- K
- L
- M
- N
- O
- P
- Q
- R
- S
- T
- U
- V
- W
- X
- Y
- Z

## D
| Blason de Decazeville | Blason  | De gueules à deux hauts fourneaux d'or accouplés, les récupérateurs au centre, leur tuyauterie de sinople, accompagnés en pointe d'une foi d'argent parée d'or, au chef d'argent chargé de trois lampes anciennes de mineur de sable allumées de gueules. |
| Blason de Decazeville | Détails | Le statut officiel du blason reste à déterminer. |

| Blason de Durenque | Blason  | Coupé : au 1er parti au I d'argent à l'anille de sable en chef dextre et à la plume du même posée en barre en pointe senestre, au II d'or au chêne de sinople englanté d'or, au 2e de gueules à la harpe d'or accostée de deux fleurs de lis des jardins d'argent. |
| Blason de Durenque | Détails | Le statut officiel du blason reste à déterminer. |

Pas d'information pour les communes suivantes : Druelle et Drulhe
- Haut – A
- B
- C
- D
- E
- F
- G
- H
- I
- J
- K
- L
- M
- N
- O
- P
- Q
- R
- S
- T
- U
- V
- W
- X
- Y
- Z

## E
| Blason de Entraygues-sur-Truyère | Blason  | Parti : de sinople et de gueules au chevron renversé brochant d'argent, accompagné en chef d'une tour du même brochant sur la partition, et de deux ponts aussi d'argent, brochant sur le chevron, l'un en chef à dextre, l'autre en pointe à senestre. |
| Blason de Entraygues-sur-Truyère | Détails | Le statut officiel du blason reste à déterminer. |

| Blason de Espeyrac | Blason  | Tiercé en pairle : au 1er de sinople plain, au 2e de gueules au pèlerin de Saint-Jacques-de-Compostelle au naturel, contourné, sur une terrasse herbée et isolée de sinople, au 3e d'or à la croix de pierre du lieu au naturel sur une terrasse herbée et isolée de sinople, au chevronnel versé et combiné à une vergette d'azur brochant sur la partition* et le 1er,à la divise alésée d'or, mouvant du trait du chef et chargée de l'inscription « ESPAIRAC » en lettres capitales de sable.        |
| Blason de Espeyrac | Détails | * Il y a là non-respect de la règle de contrariété des couleurs : ces armes sont fautives. La combinaison chevronel-vergette évoque le ruisseau de La Daze formé par la réunion de trois autres ruisseaux : la Daze de Saint-Félix-de-Lunel, la Daze des Vernhettes et la Daze de la Molinarie. Le 2e rappelle que le village est situé sur la via Podiensis du pèlerinage de Saint-Jacques-de-Compostelle. La croix de pierre est un monument du lieu. Le statut officiel du blason reste à déterminer. |

| Blason de Espalion | Blason  | D'or au lion de gueules tenant en sa gueule une épée en bande du même.                                       |
| Blason de Espalion | Détails | Armes parlantes ( jeu de mots/rébus : épée/espadon - lion). Le statut officiel du blason reste à déterminer. |

| Blason de Estaing | Blason  | D'azur aux trois fleurs de lys d'or et au chef du même. |
| Blason de Estaing | Détails | Le statut officiel du blason reste à déterminer.        |

Pas d'information pour la commune suivante : Escandolières
- Haut – A
- B
- C
- D
- E
- F
- G
- H
- I
- J
- K
- L
- M
- N
- O
- P
- Q
- R
- S
- T
- U
- V
- W
- X
- Y
- Z

## F
| Blason de Fayet | Blason  | Parti : au 1er de gueules au léopard lionné d'or, au 2e coupé au I d'argent à la branche de hêtre feuillée et fleurie au naturel et au II d'azur au roc d'échiquier d'or.                                                     |
| Blason de Fayet | Détails | Le léopard lionné pour le blason de l'Aveyron, la branche de hêtre pour évoquer le nom de la commune, le roc d'échiquier pour rappeler le bourg de Laroque qui fait partie de la commune. adoptée en 2014. Auteur(s)J-F Binon |

| Blason de Florentin-la-Capelle | Blason  | Parti : de gueules au gril d'or (d’argent) posé en pal le manche en bas et d’azur à deux clefs d’argent passées en sautoir. |
| Blason de Florentin-la-Capelle | Détails | Le statut officiel du blason reste à déterminer.                                                                            |

| Blason de Fondamente | Blason  | D'azur au paon d'or surmonté de trois étoiles d'argent rangées en chef. |
| Blason de Fondamente | Détails | Le statut officiel du blason reste à déterminer.                        |

| Blason de Fouillade (La) | Blason  | Parti : au 1er d’argent à la fasce de gueules surmontée d’un soleil non figuré d’or, soutenue de trois épis de blé du même, au 2e d’or à la feuille de vigne de gueules posée en barre et chargée d’une croix cléchée, vidée et pommetée de douze pièces d’or, à la filière componée de gueules et d’argent de seize pièces. |
| Blason de Fouillade (La) | Détails | Le statut officiel du blason reste à déterminer. |

Pas d'information pour les communes suivantes : Le Fel, Firmi, Flagnac, Flavin, Foissac (Aveyron)
- Haut – A
- B
- C
- D
- E
- F
- G
- H
- I
- J
- K
- L
- M
- N
- O
- P
- Q
- R
- S
- T
- U
- V
- W
- X
- Y
- Z

## G
| Blason de Gabriac | Blason  | D'or à l'arbre terrassé de sinople accosté de deux lions affrontés de gueules, au chef d'azur chargé d'un soleil d'or accosté de deux rocs d'échiquier d'argent. |
| Blason de Gabriac | Détails | Le statut officiel du blason reste à déterminer. |

| Blason de Galgan | Blason  | Tiercé en pairle renversé: au 1 de gueules à un léopard lionné d'or, au 2 d'azur à un moulin (du lieu [Moulin du Montet]) d'argent, ouvert, ajouré et essoré de sable, au 3 de sinople à un coq d'argent. |
| Blason de Galgan | Détails | sur site Internet de la commune, 2025. Auteur(s)J-F Binon |

| Blason de Golinhac | Blason  | Écartelé : au 1er et 4e de sable à trois tours rangées d'argent, celle du milieu plus haute et ouverte de sinople, celle de senestre, ayant suspendu un cor de chasse d'argent, au 2e et 3e de gueules à un chien d'argent, au chef cousu d'azur chargé de trois étoiles d'or[réf. nécessaire]. |
| Blason de Golinhac | Détails | Le statut officiel du blason reste à déterminer. |

| Blason de Gramond | Blason  | D’azur aux trois grenades tigées et feuillées de deux pièces d’or et ouvertes de gueules. |
| Blason de Gramond | Détails | Le statut officiel du blason reste à déterminer.                                          |

| Blason de Grand-Vabre | Blason  | Taillé : au 1er mi-taillé d’argent au pont alésé au naturel de quatre arches, au 2e d’azur au voilier contourné d’argent, au chef de gueules chargé de trois coquilles d’argent. |
| Blason de Grand-Vabre | Détails | Le statut officiel du blason reste à déterminer. |

Pas d'information pour les communes suivantes : Gaillac-d'Aveyron,  Gissac, Goutrens, Graissac
- Haut – A
- B
- C
- D
- E
- F
- G
- H
- I
- J
- K
- L
- M
- N
- O
- P
- Q
- R
- S
- T
- U
- V
- W
- X
- Y
- Z

## H
| Blason de Hospitalet-du-Larzac (L') | Blason  | D'argent au mors renversé de sable enfermant une croisette pattée de gueules, soutenu d'une fleur de lys d'azur, au chef du même chargé de trois étoiles d'or[réf. nécessaire]. |
| Blason de Hospitalet-du-Larzac (L') | Détails | Le statut officiel du blason reste à déterminer. |

Pas d'information pour les communes suivantes : Huparlac
- Haut – A
- B
- C
- D
- E
- F
- G
- H
- I
- J
- K
- L
- M
- N
- O
- P
- Q
- R
- S
- T
- U
- V
- W
- X
- Y
- Z

## L
| Blason de Laguiole | Blason  | Écartelé : au 1er et au 4e de gueules au griffon d'or, au 2e et au 3e de gueules au sautoir d'argent cantonné de quatre clés du même. |
| Blason de Laguiole | Détails | Le statut officiel du blason reste à déterminer.                                                                                      |

| Blason de Laissac | Blason  | Parti : au 1er de gueules au léopard lionné d'or, au 2e aussi de gueules à la croix cléchée, vidée et pommetée de douze pièces d'or, le tout sommé d'un chef d'argent chargé de quatre pals de gueules. |
| Blason de Laissac | Détails | Le statut officiel du blason reste à déterminer. |

| Blason de Lanuéjouls | Blason  | De gueules au lion couronné d'or accompagné de huit besants d'argent ordonnés en orle. |
| Blason de Lanuéjouls | Détails | Utilisé par la commune.                                                                |

| Blason de Lavernhe | Blason  | Écartelé : au 1er de gueules à la tête de léopard vomissant des ondes, le tout d'argent, au 2e d'azur au heaume de chevalier taré de profil et accompagné de trois croissants, le tout d'argent, au 3e d'azur à la façade de l’église de Saint-Grégoire mouvant de la pointe et accostée de deux crosses adossées, le tout d'argent, au 4e de gueules au vergneterrassé d'argent, sur le tout un besant d'argent chargé d'une croisette pattée de gueules. |
| Blason de Lavernhe | Détails | Armes parlantes. (vernhe) Le statut officiel du blason reste à déterminer. |

| Blason de Lassouts | Blason  | D'azur à trois rocs d'échiquier d'argent. |
| Blason de Lassouts | Détails | Utilisé par la commune.                   |

| Blason de Lédergues | Blason  | Tranché : au 1er taillé au I d'argent au château de sable ouvert et ajouré du champ, au II de gueules à trois fasces ondées d'or, au 2e de gueules à saint Martin à cheval partageant son manteau avec un mendiant assis, le tout d'or posé sur une terrasse arrondie de sinople. |
| Blason de Lédergues | Détails | Le statut officiel du blason reste à déterminer. |

| Blason de Livinhac-le-Haut | Blason  | D'azur à la rivière ondée en fasce d'argent chargée d'un gabarrot de sable, surmontée d'une tour d'argent ouverte, ajourée et maçonnée de sable et soutenue de l'inscription « Livinhac » du même. |
| Blason de Livinhac-le-Haut | Détails | Le statut officiel du blason reste à déterminer. |

| Blason de Lugan | Blason  | Parti : au 1er d'or au château de trois tours d'argent, ouvert, ajouré et maçonné de sable, au 2e de gueules à la croix de Malte d'argent, à la gerbe de blé du même brochant sur la partition en pointe. |
| Blason de Lugan | Détails | Le statut officiel du blason reste à déterminer. |

Pas d'information pour les communes suivantes : Lacalm, Lacroix-Barrez, Lapanouse, Lapanouse-de-Cernon, Laval-Roquecezière, Lescure-Jaoul, Lestrade-et-Thouels, La Loubière, Luc-la-Primaube, Lunac
- Haut – A
- B
- C
- D
- E
- F
- G
- H
- I
- J
- K
- L
- M
- N
- O
- P
- Q
- R
- S
- T
- U
- V
- W
- X
- Y
- Z

## M
| Blason de Maleville | Blason  | D'or aux trois cloches d'azur[réf. nécessaire].  |
| Blason de Maleville | Détails | Le statut officiel du blason reste à déterminer. |

| Blason de Marcillac-Vallon | Blason  | De gueules au léopard lionné issant d'or, tenant dans sa patte dextre une grappe de raisin tigée et feuillée du même, au chef parti au I d'azur semé de fleurs de lys d'or au chef du même et au II d'argent au sautoir de gueules. |
| Blason de Marcillac-Vallon | Détails | Adopté en 1953. |

| Blason de Martrin | Blason  | Parti : au 1er coupé au I d'or au saule de sinople, les branches en redorte d'une pièce, au II d'or à l'aigle couronnée de gueules, au 2e d'or à la tour hospitalière au trait de sinople, le tout sommé d'un comble de gueules à la croix d'argent. |
| Blason de Martrin | Détails | Le comble et le saule sont ceux de Penavayre de Sales, ancien commandeur de la commanderie locale représentée dans le second parti. L'aigle est celle de la famille de Martrin. utilisée par la commune. Auteur(s)É. Molinié-Tavernier               |

| Blason de Millau | Blason  | D'or à quatre pals de gueules, au chef d'azur chargé de trois fleurs de lys d'or. |
| Blason de Millau | Détails | Le statut officiel du blason reste à déterminer.                                  |

| Blason de Montagnol | Blason  | Écartelé: au 1er d'or à la fleur de lis au pied nourri de gueules, au 2e d'or à la croix cléchée, vidée et pommetée de douze pièces d'or, au 3e de gueules au nombre « 12 » en chiffres d'or, au 4e d'or à la façade d'église de gueules, portillée, ajourée et essorée du champ, le clocher ajouré de même et campané de sable. |
| Blason de Montagnol | Détails | Le statut officiel du blason reste à déterminer. |

| Blason de Montbazens | Blason  | De gueules au lion d'argent, la queue fourchée, surmonté d'un croissant versé du même et soutenu d'une étoile d'or. |
| Blason de Montbazens | Détails | Le statut officiel du blason reste à déterminer.                                                                    |

| Blason de Monteils | Blason  | De gueules à l’aigle essorante d’argent, au chef bastillé de trois pièces d’or chargé de trois molettes de gueules. |
| Blason de Monteils | Détails | Le statut officiel du blason reste à déterminer.                                                                    |

| Blason de Montézic | Blason  | De gueules à la porte de ville crénelée de trois pièces d'or, maçonnée de sable, ouverte du champ, senestrée d'un léopard lionné d'or, la porte et le léopard soutenus du nom « MONTEZIC » en lettres capitales du même, au chef coupé au I à la représentation d'un lac d'azur au rivage de sinople en chef, au II d'or maçonné de sable de trois tires. |
| Blason de Montézic | Détails | Le statut officiel du blason reste à déterminer. |

| Blason de Montjaux | Blason  | Tiercé en pairle renversé : au 1er de gueules au léopard lionné d'or, au 2e d'argent à la tour d'azur ouverte et ajourée du champ, au 3e de sinople au dolmen d'argent[réf. nécessaire]. |
| Blason de Montjaux | Détails | Le statut officiel du blason reste à déterminer. |

| Blason de Montpeyroux | Blason  | De gueules à la croix estrée, alésée et recroisetée d'or, accompagnée de quatre tours d'argent, ordonnées et posées en sautoir, mouvant des angles, sur le tout d'azur à trois tours d'or. |
| Blason de Montpeyroux | Détails | Le statut officiel du blason reste à déterminer. |

| Blason de Mostuéjouls | Blason  | De gueules à la croix fleurdelisée d'or, cantonnée de quatre billettes du même. |
| Blason de Mostuéjouls | Détails | Armes de la famille de Mostuéjouls. Adopté par la commune.                      |

| Blason de Mouret | Blason  | Écartelé : aux 1er et 4e de gueules plain, au 2e de sable plain, au 3e palé de gueules et d'or, à la tour d'argent brochant, maçonnée de sable et chargée d'une croix de Malte de gueules, le tout sommé d'un chef d'azur chargé d'un flocon de neige d'argent accosté de deux têtes de brebis affrontées du même. |
| Blason de Mouret | Détails | Le chef représente le hameau du Grand Mas, avec le flocon et les têtes de brebis évoquant le nom de saint Jean le Froid, saint patron de la chapelle locale. Les brebis indiquent également la présence d'élevage ovin sur le territoire du hameau. Les quartiers et la tour renvoient respectivement aux quatre châteaux s'étant successivement dressés sur la seigneurie de Mouret : ceux de la Servayrie, de Castel-Viel, de Reilhac et Mage. Enfin, la croix de Malte rappelle qu'il y avait une commanderie de templiers. Adopté en 2009. |

| Blason de Moyrazès | Blason  | D'azur à la branche de rosier de sinople fleurie de trois pièces de gueules[réf. nécessaire].                                               |
| Blason de Moyrazès | Détails | * Il y a là non-respect de la règle de contrariété des couleurs : ces armes sont fautives. Le statut officiel du blason reste à déterminer. |

| Blason de Mur-de-Barrez | Blason  | - D'azur à l'écusson fuselé d'argent et de gueules, accompagné de trois tours d'argent[réf. nécessaire]. - D'azur à trois tours d'argent accompagnées en cœur d'un écusson fuselé d'argent et de gueules. |
| Blason de Mur-de-Barrez | Détails | Le statut officiel du blason reste à déterminer. |

| Blason de Muret-le-Château | Blason  | Tiercé en pairle renversé : au 1er de gueules à deux crosses abbatiales d'or passées en sautoir, au 2e d'or à une grappe de raisin de pourpre pamprée au naturel, au 3e d'azur à un château donjonné d'une pièce, flanqué de deux échauguettes et girouetté, le tout d'argent, ouvert, ajouré et maçonné de sable, soutenu d'une burelle ondée d'argent. |
| Blason de Muret-le-Château | Détails | Le statut officiel du blason reste à déterminer. |

Pas d'information pour les communes suivantes : Manhac, Marnhagues-et-Latour, Martiel, Mayran, Mélagues, Meljac, Le Monastère, Montclar (Aveyron) , Montfranc, Montlaur (Aveyron) , Montrozier, Montsalès, Morlhon-le-Haut, Mounes-Prohencoux, Murasson, Murols
- Haut – A
- B
- C
- D
- E
- F
- G
- H
- I
- J
- K
- L
- M
- N
- O
- P
- Q
- R
- S
- T
- U
- V
- W
- X
- Y
- Z

## N
| Blason de Najac | Blason  | De gueules à la tour d'argent, au chef de France. |
| Blason de Najac | Détails | Le statut officiel du blason reste à déterminer.  |

| Blason de Nant | Blason  | - D'argent à la rivière ondée de sinople posée en bande, chargée de trois batelets d'or (version illustrée). - D'argent à la bande de sinople, chargée de trois batelets d'or. - D'argent à la bande de sinople chargée de trois batelets contournés d'or posés à plomb en demi-profil[réf. nécessaire]. Version complète : D'argent à la rivière ondée de sinople posée en bande, chargée de trois batelets contournés d'or posés à plomb en demi-profil. |
| Blason de Nant | Détails | Le statut officiel du blason reste à déterminer. |

| Blason de Naucelle | Blason  | Parti : d'azur à deux crosses adossées d'or à la bordure du même, et d'or à un château à trois tours de sable ouvert du champ, à la bordure crénelée de sable[réf. nécessaire]. |
| Blason de Naucelle | Détails | Le statut officiel du blason reste à déterminer. |
| Blason de Naucelle | Alias   | De gueules à la tour d'argent crénelée de cinq pièces, ouverte et ajourée du champ, maçonnée de sable, accostée de deux crosses adossées d'or.                                  |

| Blason de Naussac (Aveyron) | Blason  | Parti : au 1er de gueules à la croix latine alésée d'argent, au 2e d'argent à la croix cléchée, pommetée de douze pièces d'or et remplie de gueules, le tout sommé d'un chef d'azur chargé de trois fleurs de lis d'or. |
| Blason de Naussac (Aveyron) | Détails | Officiel, présent sur le site web de la commune |

| Blason de Nauviale | Blason  | D'azur à la cotice ondée abaissée d'argent combinée en son milieu avec une demi-cotice ondée abaissée en barre du même, surmontée à senestre de deux tours d'argent maçonnées de sable, celle de dextre masurée et ouverte du champ, et soutenue d'une tête coupée de cheval d'argent bridée et enrênée de gueules, au franc-canton cousu* de gueules chargé à dextre d'un léopard lionné et à senestre d'une croix cléchée, vidée et pommetée de douze pièces défaillante à dextre, le tout d'or. |
| Blason de Nauviale | Détails | La tête de cheval est l'attribut de saint Martin, les ondes symbolisent le Dourdou et le Créneau, le léopard lionné est celui de l'ancienne province du Rouergue mais aussi de l'Aveyron, la tour ruinée rappelle l'ancien château de Belcaire et la tour entière le château actuel de Combret. adoptée le 20 septembre 2015. Auteur(s)J-F Binon |

Pas d'information pour les communes suivantes : Le Nayrac et Noailhac (Aveyron)
- Haut – A
- B
- C
- D
- E
- F
- G
- H
- I
- J
- K
- L
- M
- N
- O
- P
- Q
- R
- S
- T
- U
- V
- W
- X
- Y
- Z

## O
Pas d'information pour les communes suivantes : Olemps, Ols-et-Rinhodes, Onet-le-Château

## P
| Blason de Peyreleau | Blason  | D'azur à trois pommes de pin d'or, au chef du même. |
| Blason de Peyreleau | Détails | Le statut officiel du blason reste à déterminer.    |

| Blason de Peyrusse-le-Roc | Blason  | D'azur au lion d'argent, au chef cousu de gueules chargé de trois besants d'or. |
| Blason de Peyrusse-le-Roc | Détails | Armes de la famille de Peyrusse. * Ces armes emploient le terme « cousu » dans le seul but de contrevenir à la règle de contrariété des couleurs : elles sont fautives : gueules sur azur. Le statut officiel du blason reste à déterminer. |
| Blason de Peyrusse-le-Roc | Alias   | D'argent à trois poires tigées et feuillées de sinople. Armes parlantes. Blason attribué par Charles d'Hozier en 1696. |

| Blason de Pomayrols | Blason  | Parti : au 1er d'azur à trois fleurs de lis d'or, chacune soutenue d'un roc d'échiquier d'argent, au 2e de gueules au heaume d'or taré de trois-quarts et accompagné de trois étoiles d'argent, enté de sable chargé d'une coquille d'or. |
| Blason de Pomayrols | Détails | Le statut officiel du blason reste à déterminer. |

| Blason de Pont-de-Salars | Blason  | De sinople à un pont d'argent sur une rivière fascée ondée d'argent et d'azur et mouvant de la pointe, surmonté d'un écusson d'or chargé d'un mors de sable à l’antique et au chef de gueules chargé de trois tiercefeuilles d'argent, ledit écusson accosté de deux truites adossées d'argent et courbées en pal[réf. nécessaire]. |
| Blason de Pont-de-Salars | Détails | Le statut officiel du blason reste à déterminer. |

| Blason de Pousthomy | Blason  | De gueules à deux pommes d'or feuillées de sinople en chef et au fer de moulin d'argent en pointe, au chef bastillé de quatre pièces d'azur* et chargé de deux volutes de crosse adossées d'or et mouvant des deux merlons centraux. |
| Blason de Pousthomy | Détails | * Il y a là non-respect de la règle de contrariété des couleurs : ces armes sont fautives (azur sur gueules). Le statut officiel du blason reste à déterminer.                                                                       |

| Blason de Prades-d'Aubrac | Blason  | D’azur aux deux bourdons de pèlerin d’argent passés en sautoir, cantonnés en chef d’une croisette de Malte du même et aux flancs et en pointe de trois coquilles d’or. |
| Blason de Prades-d'Aubrac | Détails | Le statut officiel du blason reste à déterminer. |

| Blason de Prades-Salars | Blason  | De gueules à la crosse d'or posée en pal sur une champagne de sinople, chargée d'une rivière d'azur mouvant de la pointe, au besant d'argent posé sur la champagne et brochant sur la crosse, maintenu à dextre par un agneau pascal, contourné, regardant à dextre et portant un guidon à la banderole chargée d'une croix, et à senestre par une vache, tous deux mouvants des flancs de l'écu, le tout d'argent. |
| Blason de Prades-Salars | Détails | La crosse indique que le prieuré de Prades de Salars relevait de l'abbaye de Conques, l'or de la crosse et le fond de gueules sont les couleurs du Rouergue, la seigneurie de Prades appartenant aux comtes de Rodez, la rivière symbolise le ruisseau de Cadousse, du Bage et le lac de Pareloup, l'agneau avec la banderole est la représentation de Jean Baptiste, saint patron de Prades, enfin le besant (agneau et vache) représente la production de lait d'ovins ou bovins (roquefort ou bleu). adoptée en 2009. Auteur(s)J-C Molinier |

| Blason de Prévinquières | Blason  | Parti ondé : au 1er d'azur à une épée basse posée en bande et coupant un manteau, le tout d'argent, au 2e de gueules à un lion couronné d'or,le tout enfermé dans une bordure d'or chargée de vingt quintefeuilles d'azur. |
| Blason de Prévinquières | Détails | Adopté le 17 juin 2021. |

Pas d'information pour les communes suivantes : Palmas (Aveyron), Paulhe, Peux-et-Couffouleux, Pierrefiche (Aveyron), Plaisance (Aveyron), Pousthomy, Pradinas, Privezac, Pruines
- Haut – A
- B
- C
- D
- E
- F
- G
- H
- I
- J
- K
- L
- M
- N
- O
- P
- Q
- R
- S
- T
- U
- V
- W
- X
- Y
- Z

## Q
Pas d'information pour les communes suivantes : Quins

## R
| Blason de Recoules-Prévinquières | Blason  | Écartelé : aux 1er et 4e de gueules au bourdon de pèlerin d’or posé en barre et accompagné de deux coquilles du même, aux 2e et 3e d’or au lion de gueules, sur le tout d’azur à quatre rocs d’échecs d’or. |
| Blason de Recoules-Prévinquières | Détails | Le statut officiel du blason reste à déterminer. |

| Blason de Réquista | Blason  | Parti : au 1er d'or au léopard lionné contourné de gueules, au 2e aussi d'or au lion de gueules, le tout sommé d'un chef de sable chargé de quatre flammes d'or. |
| Blason de Réquista | Détails | Le statut officiel du blason reste à déterminer. |

| Blason de Rieupeyroux | Blason  | Tiercé en pairle, au 1er d'azur aux trois fleurs de lys d'or, au 2e de gueules à la crosse d'or, au 3e d'or à la mitre de gueules. |
| Blason de Rieupeyroux | Détails | Le statut officiel du blason reste à déterminer.                                                                                   |

| Blason de Rignac | Blason  | D'azur au lion d'or accompagné de cinq canettes d'argent rangées en orle 2, 2 et 1. |
| Blason de Rignac | Détails | Le statut officiel du blason reste à déterminer.                                    |

| Blason de Rivière-sur-Tarn | Blason  | D'argent au lion écartelé de gueules et d'or, cantonné de quatre tourteaux d'azur, à la bordure réduite, ondée et componée de gueules et d'or de six pièces. |
| Blason de Rivière-sur-Tarn | Détails | La bordure évoque les fossés qui entouraient les six châteaux que comptait la commune, d'où la division en six du blason de celle-ci. De plus, elle est ondée pour représenter le Tarn qui traverse la commune. Le lion symbolise deux familles ayant régné sur les deux châteaux les plus importants de Rivière : la famille d'Armagnac au château de Peyrelade et celle de Pélamourgues au château de Lugagnac. L'argent est pour le sol caillouteux des hauteurs du village et les besants bleus indiquent la présence de caves d'affinage de bleu des Causses sur le territoire de la commune. adoptée en juillet 2009. Auteur(s)J-C Molinier |

| Blason de Rodez | Blason  | De gueules aux trois roues d'or, au chef cousu d'azur, à trois fleurs de lys aussi d'or. |
| Blason de Rodez | Détails | Le statut officiel du blason reste à déterminer.                                         |

| Blason de Rodelle | Blason  | Parti : au 1er de gueules au léopard lionné d'or, au 2e d'azur au lys des jardins d'argent fleuri de trois pièces, la tige du milieu enfilée d'une couronne du même, le tout sommé d'un chef de gueules chargé de trois annelets d'or. |
| Blason de Rodelle | Détails | Le statut officiel du blason reste à déterminer. |

| Blason de Roquefort-sur-Soulzon | Blason  | D'argent à la tour de sable, ouverte et ajourée du champ, adextrée en chef d'une croix fleurdelisée au pied fiché aussi de sable[réf. nécessaire]. |
| Blason de Roquefort-sur-Soulzon | Détails | Le statut officiel du blason reste à déterminer.                                                                                                   |

Pas d'information pour les communes suivantes : Rebourguil, La Roque-Sainte-Marguerite, La Rouquette, Roussennac, Rullac-Saint-Cirq
- Haut – A
- B
- C
- D
- E
- F
- G
- H
- I
- J
- K
- L
- M
- N
- O
- P
- Q
- R
- S
- T
- U
- V
- W
- X
- Y
- Z

## S
| Blason de Saint-Affrique | Blason  | D'or à la croix fleurdelysée d'azur chargée d'un croissant du même brochant en pointe, au chef aussi d'azur chargé de trois fleurs de lys du champ. |
| Blason de Saint-Affrique | Détails | Le statut officiel du blason reste à déterminer. |

| Blason de Saint-Amans-des-Cots | Blason  | Parti : au 1er de gueules au léopard lionné d'or, au 2e d'argent aux trois tours de sable crénelées d’azur, ouvertes et ajourées du champ, le tout sommé d'un chef de gueules chargé d'une mitre d'argent accostée à dextre d'une croix épiscopale tréflée en bande et à senestre d'une crosse contournée en barre, toutes deux d'or et mouvant de la partition. |
| Blason de Saint-Amans-des-Cots | Détails | Le statut officiel du blason reste à déterminer. |

| Blason de Saint-Beauzély | Blason  | D'argent au chevron de sable, soutenu d'une tour donjonnée de trois pièces du même, au chef de gueules chargé d'une harpe d'or accostée de deux cordelières du champ. |
| Blason de Saint-Beauzély | Détails | Le statut officiel du blason reste à déterminer. |

| Blason de Saint-Chély-d'Aubrac | Blason  | D'azur à la mitre d'argent accostée de deux navettes d'or, les bobines de gueules, au chef cousu du même chargé d'une croisette de Malte aussi d'argent, accostée de deux coquilles aussi d'or. |
| Blason de Saint-Chély-d'Aubrac | Détails | Le statut officiel du blason reste à déterminer. |

| Blason de Saint-Côme-d'Olt | Blason  | Tranché d'or et de gueules, à l'ours passant et brochant de l'un en l'autre. |
| Blason de Saint-Côme-d'Olt | Détails | Le statut officiel du blason reste à déterminer.                             |

| Blason de Saint-Cyprien-sur-Dourdou | Blason  | De sinople à saint Cyprien évêque d'or, posé sur une terrasse ondée, cousue de gueules, au chef cousu d'azur chargé d'une coquille d'or accostée de deux annelets du même. |
| Blason de Saint-Cyprien-sur-Dourdou | Détails | Le statut officiel du blason reste à déterminer. |

| Blason de Saint-Félix-de-Lunel | Blason  | Parti d'azur et de gueules à deux clefs passées en sautoir cantonnées en chef d'un croissant et en pointe d'un cerf passant, le tout d'argent brochant sur la partition,sur le tout, d'or au château de trois tours de gueules. |
| Blason de Saint-Félix-de-Lunel | Détails | Le statut officiel du blason reste à déterminer. |

| Blason de Saint-Félix-de-Sorgues | Blason  | Parti : au 1er de gueules au peigne à carder d'or, au 2e d'azur au pont gothique d'argent sur une champagne fascée ondée d'argent et d'azur, le tout sommé d'un chef de gueules chargé d'une croix d'argent[réf. nécessaire]. |
| Blason de Saint-Félix-de-Sorgues | Détails | Le statut officiel du blason reste à déterminer. |

| Blason de Saint-Geniez-d'Olt | Blason  | De gueules à trois tours d'argent. |
| Blason de Saint-Geniez-d'Olt | Détails | Utilisé.                           |

| Blason de Saint-Georges-de-Luzençon | Blason  | Bandé de gueules et d’argent de huit pièces à l’aigle de sable brochant sur le tout. |
| Blason de Saint-Georges-de-Luzençon | Détails | Le statut officiel du blason reste à déterminer.                                     |

| Blason de Saint-Igest | Blason  | D'azur à une tour d'argent ouverte, ajourée et maçonnée de sable, enfermée dans une couronne de neuf roses des jardins de gueules, tigées et feuillées de sinople (en forme de cœur), les tiges passées en sautoir en pointe. |
| Blason de Saint-Igest | Détails | Le statut officiel du blason reste à déterminer. |

| Blason de Saint-Izaire | Blason  | Écartelé : le trait du coupé ondé : au 1er de sinople à une brebis d'argent, au 2e de gueules à un léopard lionné d'or, au 3e de gueules à une croix cléchée, vidée et pommetée de douze pièces d'or, au 4e d'azur à trois roses d'argent. |
| Blason de Saint-Izaire | Détails | Le statut officiel du blason reste à déterminer. |

| Blason de Saint-Jean-d'Alcapiès | Blason  | D'azur à l'agneau paissant d'argent accompagné de trois rocs d'échiquier du même. |
| Blason de Saint-Jean-d'Alcapiès | Détails | adoptée par la commune. Auteur(s)J. Poulet                                        |

| Blason de Saint-Jean-du-Bruel | Blason  | De gueules à saint Jean de carnation assis sur un rocher d'or, couvert et chevelu d'argent, tenant en sa main senestre une longue croix du même, de laquelle pend une bannière voltigeant aussi d'argent chargée des mots ECCE AGNUS DEI en lettres capitales de sable |
| Blason de Saint-Jean-du-Bruel | Détails | Armes parlantes |

| Blason de Saint-Jean-et-Saint-Paul | Blason  | Parti : au 1er de gueules à la crosse d'or et au château du même maçonné de sable, brochant sur la crosse, au 2e d'azur à l'épée versée d'argent surmontée d'un oméga enfermant la poignée de l'épée et accostée en pointe de deux quintefeuilles, le tout du même, à la fasce ondée d'or brochant sur l'épée.                                             |
| Blason de Saint-Jean-et-Saint-Paul | Détails | Les partis représentent respectivement les anciennes communes de Saint-Jean-d'Alcas et de Saint-Paul-des-Fonts, avec l'oméga représentant le cirque naturel de cette dernière, l'épée est l'attribut de saint Paul, les quintefeuilles renvoient au chanoine Coste et enfin la fasce ondée représente les rivières de L'Annou et de Label. Adopté en 2015. |
| Blason de Saint-Jean-et-Saint-Paul | Alias   | De sinople aux deux léopards de gueules* passant l'un sur l'autre[réf. nécessaire]. * Il y a là non-respect de la règle de contrariété des couleurs : ces armes sont fautives (gueules sur sinople)Ancien blason de la commune. |

| Blason de Saint-Laurent-d'Olt | Blason  | D'azur à la bande accostée de deux lévriers courant en bande et de douze étoiles ordonnées 6 et 6 en orle près du chef et de la pointe de la bande, le tout d'argent[réf. nécessaire]. |
| Blason de Saint-Laurent-d'Olt | Détails | Le statut officiel du blason reste à déterminer. |

| Blason de Saint-Léons | Blason  | Divisé en chevron : au 1er de gueules à l'abeille en vol entre deux clefs, les pannetons adossés, le tout d'or, au 2e d'or au cerf élancé de gueules. |
| Blason de Saint-Léons | Détails | Inspiré des armes du monastère local, dont les prieurs ont été seigneurs du village durant huit cents ans, où les clefs évoquent saint Pierre, saint patron de la première église du village, et le cerf est celui de saint Léonce, premier prieur du monastère. L'abeille est pour Jean-Henri Fabre, célèbre entomologiste natif de la commune. adoptée. Auteur(s)J. Poulet |

| Blason de Saint-Rome-de-Cernon | Blason  | Parti : au 1er d'azur à la cordelière d'or, au 2e de gueules au lion d'or[réf. nécessaire]. |
| Blason de Saint-Rome-de-Cernon | Détails | Le statut officiel du blason reste à déterminer.                                            |

| Blason de Saint-Rome-de-Tarn | Blason  | De gueules au lion d'or.                                                                      |
| Blason de Saint-Rome-de-Tarn | Détails | Ce blason est identique à celui de la Soule. Le statut officiel du blason reste à déterminer. |

| Blason de Saint-Saturnin-de-Lenne | Blason  | Parti : au 1er coupé au I d’or au rencontre de taureau de sable allumé du champ et au II d'argent au rameau d’olivier de sinople ployé en bande et à la lettre capitale S de gueules brochant en cœur, au 2e de gueules au roc d’échiquier d’or sommé d’une fleur de lis du même. |
| Blason de Saint-Saturnin-de-Lenne | Détails | Le statut officiel du blason reste à déterminer. |

| Blason de Saint-Sernin-sur-Rance | Blason  | De sinople au château accosté de deux lettres S capitales affrontées, et accompagné de trois étoiles, le tout d'or. |
| Blason de Saint-Sernin-sur-Rance | Détails | Le statut officiel du blason reste à déterminer.                                                                    |

| Blason de Saint-Victor-et-Melvieu | Blason  | Écartelé : au 1er et au 4e d'azur à trois merlettes d'or, au 2e et au 3e de sable à une tour d'or, sur le tout un écusson de gueules à une bande cousue d'azur,à la bordure componée d'or et de sable. |
| Blason de Saint-Victor-et-Melvieu | Détails | Le statut officiel du blason reste à déterminer. |

| Blason de Sainte-Eulalie-de-Cernon | Blason  | De gueules à quatre pals faillis en chef d'or, au chef d'argent chargé d'une croisette pattée de gueules. |
| Blason de Sainte-Eulalie-de-Cernon | Détails | Le statut officiel du blason reste à déterminer.                                                          |

| Blason de Sainte-Geneviève-sur-Argence | Blason  | D'azur au chevron, accompagné en chef à dextre d'une étoile de six rais, à senestre d'une couronne et en pointe d'une tour, le tout d'or. |
| Blason de Sainte-Geneviève-sur-Argence | Détails | Le statut officiel du blason reste à déterminer.                                                                                          |

| Blason de Sainte-Radegonde | Blason  | Parti : au 1er d'azur à la crosse d'or, au 2e de gueules au bras reliquaire de sainte Radegonde d'argent surmonté d'une couronne royale ouverte d'or. |
| Blason de Sainte-Radegonde | Détails | Le statut officiel du blason reste à déterminer. |

| Blason de Salles-Curan | Blason  | De sable à la crosse d'or.                       |
| Blason de Salles-Curan | Détails | Le statut officiel du blason reste à déterminer. |

| Blason à dessiner | Blason  | D'or à la barre de gueules, sur laquellle broche en cœur le château du lieu d'argent essoré de sable, surmonté de deux abris de pierres sèches maçonnés et ouverts de sable, lesquels à leur tour surmontés de l'inscription "SALVAGNAC" en caitale de sable accostée de deux feuilles de chêne de sinople, en bande à dextre, en barre à senestre, le dit château soutenu d'une rivière en burelle d'azur ombrée de deux filets d'argent, l'ensemble interrompu en son milieu par un pont-passage figuré de dessus uniquement par ses rambardes d'or et surmontant l'nscription "CARJAC" en capitale de sable. |
| Blason à dessiner | Détails | Le statut officiel du blason reste à déterminer. |

| Blason de Salvetat-Peyralès (La) | Blason  | De gueules au pairle d'argent chargé d'un écusson d'or à la bande d'azur et aux deux jumelles de sable brochant, accompagné de trois coquilles du 2e, à la bordure crénelée du 3e. |
| Blason de Salvetat-Peyralès (La) | Détails | Le statut officiel du blason reste à déterminer. |

| Blason de Sanvensa | Blason  | D'azur au pairle d'argent accompagné en chef d'une merlette d'or. |
| Blason de Sanvensa | Détails | Le statut officiel du blason reste à déterminer.                  |

| Blason de Sauclières | Blason  | Parti : au 1er d'or au tonneau de gueules posé en pal, au 2e de gueules à la branche de saule au naturel. |
| Blason de Sauclières | Détails | Le statut officiel du blason reste à déterminer.                                                          |

| Blason de Sauveterre-de-Rouergue | Blason  | D'or à la branche de sauge de sinople fleurie d'azur, au chef du même chargé de trois lys du champ. |
| Blason de Sauveterre-de-Rouergue | Détails | Adopté en 1953.                                                                                     |

| Blason de Sébrazac | Blason  | D’azur à la chèvre d’argent, la tête contournée, passant sur une terrasse de sinople et accompagnée de trois étoiles d’argent rangées en chef, à la bande de gueules bordée d’un filet d’or et chargée de trois fleurs de lis d’or posées à plomb, brochant sur le tout. |
| Blason de Sébrazac | Détails | Le statut officiel du blason reste à déterminer. |

| Blason de Ségur | Blason  | Écartelé : aux I et IV de gueules, au lévrier rampant d'or, aux II et III d'or, à trois fasces de gueules.                                          |
| Blason de Ségur | Détails | Ces armes ont été adoptées par délibération du conseil municipal de Ségur en date du 22 mars 2012. Le statut officiel du blason reste à déterminer. |
| Blason de Ségur | Alias   | D'azur, à deux louves affrontées d'argent. Blason initial dérivé de celui des seigneurs de Buscaylet.                                               |

| Blason de Sévérac-le-Château | Blason  | D'or à quatre pals de gueules. |
| Blason de Sévérac-le-Château | Détails | Blason initial, dérivé de celui des seigneurs de Sévérac. Le statut officiel du blason reste à déterminer. |
| Blason de Sévérac-le-Château | Alias   | Écartelé au 1er de gueules à la croix cléchée, vidée et pommetée de douze pièces d’or, au 2e d'argent aux quatre pals de gueules, au 3e de gueules à la harpe d'or, au 4e d'azur aux trois fleurs de lys d'or, au bâton de gueules péri en bande, sur le tout de gueules à la croix d'argent[réf. nécessaire]. |

| Blason de Sonnac | Blason  | Tiercé en pairle renversé au 1er d’or au lion contourné de sable armé et lampassé de gueules, au 2e de gueules au léopard lionné d’or, au 3e d’azur aux trois roues de moulin d’argent mal ordonnées. |
| Blason de Sonnac | Détails | Le statut officiel du blason reste à déterminer. |

Pas d'information pour les communes suivantes : Saint-André-de-Najac, Saint-André-de-Vézines, Saint-Beaulize, Saint-Christophe-Vallon, Saint-Hippolyte (Aveyron), Saint-Jean-Delnous, Saint-Juéry (Aveyron), Saint-Just-sur-Viaur, Saint-Laurent-de-Lévézou, Saint-Martin-de-Lenne, Saint-Parthem, Saint-Rémy (Aveyron), Saint-Salvadou, Saint-Santin, Saint-Sever-du-Moustier, Saint-Symphorien-de-Thénières, Sainte-Croix (Aveyron), Sainte-Eulalie-d'Olt, Sainte-Juliette-sur-Viaur, Salles-Courbatiès, Salles-la-Source, Salmiech, Saujac, Savignac (Aveyron) , Sébazac-Concourès, La Selve (Aveyron) , Sénergues, La Serre, Sévérac-l'Église, Soulages-Bonneval, Sylvanès
- Haut – A
- B
- C
- D
- E
- F
- G
- H
- I
- J
- K
- L
- M
- N
- O
- P
- Q
- R
- S
- T
- U
- V
- W
- X
- Y
- Z

## T
| Blason de Tauriac-de-Camarès | Blason  | Tiercé en pairle renversé : au 1er de sinople à la gerbe de blé d'or liée de gueules, au 2e de gueules au léopard lionné d'or, au 3e d'azur au lavoir du lieu d'argent. |
| Blason de Tauriac-de-Camarès | Détails | adoptée le 5 juillet 2014. Auteur(s)L. Frappat et J-F Binon |

| Blason de Tauriac-de-Naucelle | Blason  | D'or au chef-pal d'azur, chargé en chef d'un viaduc d'une seule arche d'argent, mouvant des flancs et surmontant une croix de Malte du même ; accompagné à dextre d'un calice et à senestre d'une aigle, le tout de sable. |
| Blason de Tauriac-de-Naucelle | Détails | Adopté en juillet 2010. Auteur(s)J-C Molinier |

| Blason de Toulonjac | Blason  | Écartelé : au 1er d'argent au faucon de sable tenant un rameau d'olivier, au 2e d'argent à la vache d'Aubrac au naturel, au 3e de gueules au lion d'or, au 4e de gueules à la croix cléchée, vidée et pommetée de douze pièces d'or, au chef d'azur chargé de trois fleurs de lis d'or. |
| Blason de Toulonjac | Détails | Le statut officiel du blason reste à déterminer. |

| Blason de Trémouilles | Blason  | D'argent au pairle d'azur accosté de deux peupliers de sinople et au lion de gueules issant du pairle en chef. |
| Blason de Trémouilles | Détails | Le statut officiel du blason reste à déterminer.                                                               |

| Blason de Le Truel | Blason  | D’azur à la barre ondée d’argent accompagnée en chef d’un lévrier passant du même senestré d'une fleur de lys d'or et accompagnée en pointe de trois rocs d'échiquiers d'argent rangés en orle, sur le tout d'or au vieux pressoir de sable. |
| Blason de Le Truel | Détails | En occitan, la commune porte le nom de Lo Truèlh, où truelh signifie « pressoir ». Ces armes concernant une ville située en Occitanie sont donc des armes parlantes (D'azur a la barra ondatada d'argent, acompanhatada en cap de lebrier passant dau mem sénestrat de flordalis e acompanhat de tres rocs d'escaquier d'argent orlat, sobre lo tot d'aur au vieth trèilh negre). Le statut officiel du blason reste à déterminer. |

Pas d'information pour les communes suivantes : Taussac, Tayrac (Aveyron) , La Terrisse, Thérondels, Tournemire (Aveyron)
- Haut – A
- B
- C
- D
- E
- F
- G
- H
- I
- J
- K
- L
- M
- N
- O
- P
- Q
- R
- S
- T
- U
- V
- W
- X
- Y
- Z

## V
| Blason de Vabres-l'Abbaye | Blason  | De sinople à la croix cléchée, pommetée de douze pièces d'or et remplie de gueules d'où est issant un léopard lionné du même, cachant la branche dextre de la croix et partiellement celle du chef. |
| Blason de Vabres-l'Abbaye | Détails | * Il y a là non-respect de la règle de contrariété des couleurs : ces armes sont fautives (gueules sur sinople). adoptée vers 1989-1991. Auteur(s)N. Audrieu                                        |
| Blason de Vabres-l'Abbaye | Alias   | D'azur à trois fleurs de lys d'argent[réf. nécessaire]. |

| Blason de Vaureilles | Blason  | Coupé en chevron renversé : au 1er de gueules à la foi d'argent mouvant des flancs et soutenue d'une anille d'or, au 2e de sinople au pal cousu d'azur accosté de deux têtes de mouton affrontées d'argent. |
| Blason de Vaureilles | Détails | Le statut officiel du blason reste à déterminer. |

| Blason de Veyreau | Blason  | De gueules à la lettre capitale V d'or aux traits intérieurs dessinant un pied de fleur de lys, surmontée d'une croix cléchée, vidée et pommetée de douze pièces d'or. |
| Blason de Veyreau | Détails | Le statut officiel du blason reste à déterminer. |

| Blason de Vézins-de-Lévézou | Blason  | Écartelé : au 1er et au 4e d'azur au lion d'argent armé et lampassé de gueules, au 2e et au 3e de gueules aux trois clefs d'or. |
| Blason de Vézins-de-Lévézou | Détails | Le statut officiel du blason reste à déterminer.                                                                                |

| Blason de Viala-du-Tarn | Blason  | Parti : au 1er de gueules aux trois bandes d'or, au 2e d'argent au chevron soudé d'or, à la bordure d'azur chargée de huit cloches d'or. |
| Blason de Viala-du-Tarn | Détails | Le statut officiel du blason reste à déterminer.                                                                                         |

| Blason de Villecomtal | Blason  | De gueules au léopard lionné d'or.                                                                            |
| Blason de Villecomtal | Détails | Armes (qui sont aussi celles du département) du comte Henri II de Rodez qui fonda la ville vers 1295. Adopté. |

| Blason de Villefranche-de-Panat | Blason  | Parti : au 1er coupé au I de gueules au léopard lionné d’or, au II d’azur aux trois fasces ondées d’argent, au 2e d’argent au sautoir de gueules. |
| Blason de Villefranche-de-Panat | Détails | Le statut officiel du blason reste à déterminer.                                                                                                  |

| Blason de Villefranche-de-Rouergue | Blason  | De gueules à un pont de trois arches chargé de deux tours d'argent sur une onde d'azur et surmonté d'une croix de Toulouse, au chef cousu de France. |
| Blason de Villefranche-de-Rouergue | Détails | Le statut officiel du blason reste à déterminer. |

| Blason de Villeneuve-d'Aveyron | Blason  | De gueules à la croix estrée, recroisetée et pommetée de douze pièces d'or, au chef cousu d'azur chargé de trois fleurs de lys d'or. Devise / CriDeus noster refugium |
| Blason de Villeneuve-d'Aveyron | Détails | Adopté. |
| Blason de Villeneuve-d'Aveyron | Alias   | D'azur à cinq losanges d'or posées et rangées en barre. Blason attribué en 1696 par Charles d'Hozier, dans l'Armorial général de France.                              |

Pas d'information pour les communes suivantes : Vabre-Tizac, Vailhourles, Valady, Valzergues, Verrières (Aveyron) , Versols-et-Lapeyre, Viala-du-Pas-de-Jaux, Le Vibal, Vimenet, Vitrac-en-Viadène, Viviez